# سلطان بن خالد الفيصل آل سعود
الأمير سلطان بن خالد الفيصل بن عبد العزيز آل سعود ولد في عام 1387 هـ، وهو الإبن الثاني للأمير خالد الفيصل بن عبد العزيز آل سعود. تخرج من جامعة الملك فهد للبترول والمعادن. ثم التحق بـ كلية الملك فهد البحرية في الجبيل، حيث تخرج منها برتبة ملازم بعد اجتيازه دورة الضباط الجامعية. خدم في القوات البحرية الملكية السعودية لمدة 20 عامًا، ثم تقاعد بعد هذه الفترة برتبة عقيد ركن بحري.

## نبذه عنه
درس الأمير سلطان بن خالد بن فيصل بن عبد العزيز آل سعود في المدارس النموذجية في أبها وحصل على شهادة البكالوريوس في علوم الحاسب الآلي من جامعة الملك فهد للبترول والمعادن، ثم التحق في دورة الضباط الجامعية في كلية الملك فهد البحرية ليتخرج ملازما. كان ضمن 11 خريجًا فقط ممن اجتازوا دورة الضفادع البشرية في كورونادو بالولايات المتحدة الأمريكية. كان ممن شاركوا في تحرير الكويت عام 1991م.

## أسرته
- متزوج من الأميرة العنود بنت بدر بن عبد المحسن بن عبد العزيز آل سعود وله من البنات الأميرة صيتة، والأميرة ديمة .